# West Jordan
West Jordan – miasto w Stanach Zjednoczonych, w stanie Utah, w hrabstwie Salt Lake.   Około 100 tys. mieszkańców (2007).
Jest częścią obszaru metropolitalnego miasta Salt Lake City liczącego w 2007 roku około 1,1 mln mieszkańców.
Z West Jordan pochodzi Veronica Jones-Perry, amerykańska siatkarka.

## Miasta partnerskie
- Wotkińsk